# Maureen Flannigan

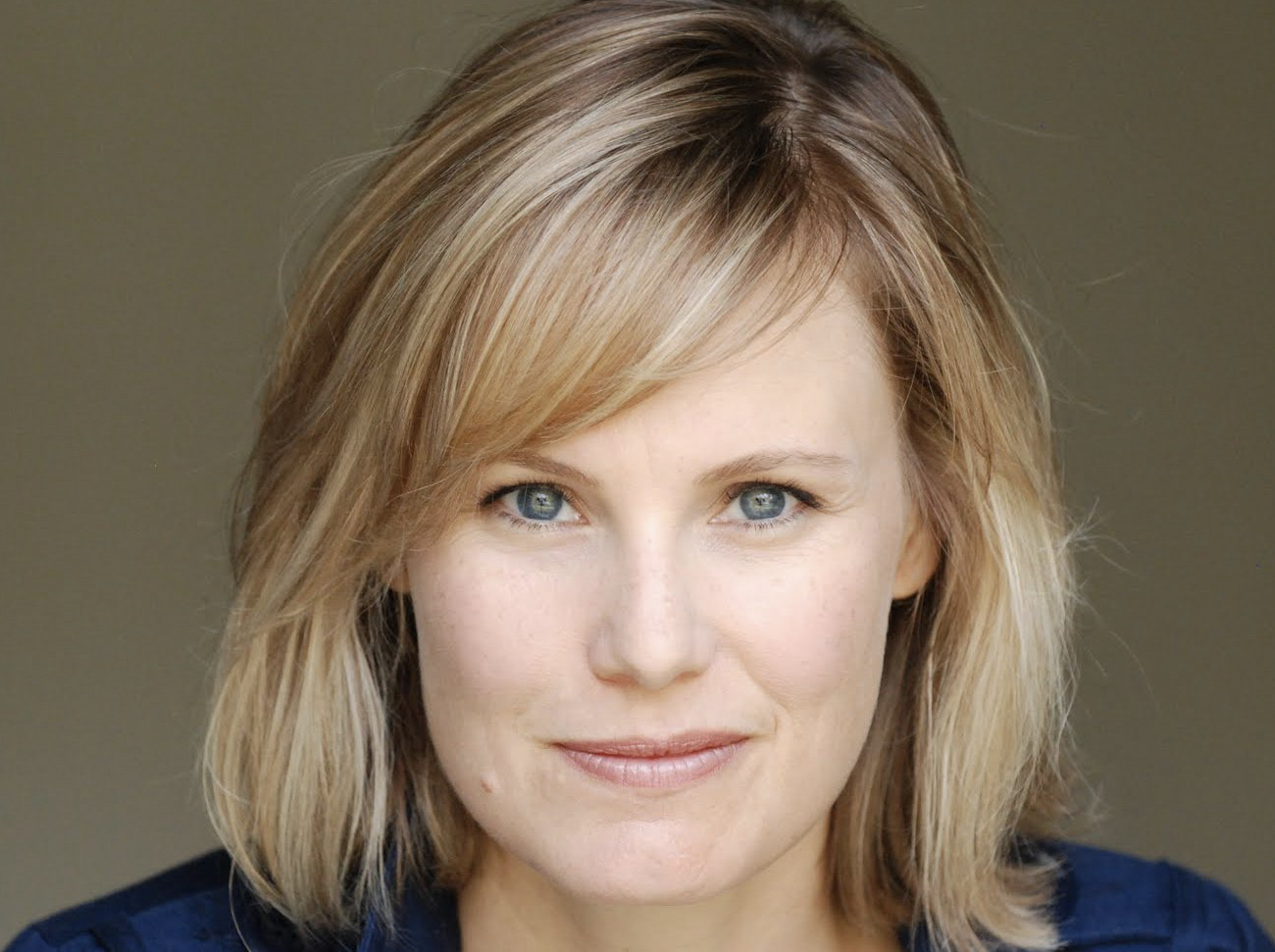
Maureen Flannigan 2021

Maureen Flannigan (* 30. Dezember 1973 in Inglewood, Kalifornien) ist eine US-amerikanische Schauspielerin.

## Leben
Flannigan wurde als Einzelkind in Inglewood, Kalifornien geboren. Sie besuchte die Notre Dame High School in Sherman Oaks, Kalifornien. Danach besuchte Flannigan die University of Southern California.

## Karriere
Mit elf Jahren wurde sie beim Casting für einen Mattel-Werbespot entdeckt, der letztendlich jedoch nie gedreht wurde. Ihre erste (Neben-)Rolle hatte sie 1984 in Ein Engel auf Erden. Größere Bekanntheit erlangte sie durch die Hauptrolle der „Evie Ethel Garland“ in der Fernsehserie Mein Vater ist ein Außerirdischer. Da die Serie jedoch nach fünf Jahren auslief, begann Flannigan auch in Filmen zu spielen. Ihre erste Filmrolle war die der „Bonnie“ in Teenage Bonnie & Klepto Clyde. Weitere Filmrollen wie z. B. in Im Namen der Ehre folgten. Außerdem hatte sie einige Gastauftritte in Serien wie 90210. 1998 wurde sie schließlich für eine Serienhauptrolle gecastet. Sie spielte an der Seite von Jason Behr die „Erin Galway“ in der Sportserie Push. Von 1998 bis 2002 verkörperte sie zudem „Shana Sullivan“ in der Fernsehserie Eine himmlische Familie. Die Rolle brachte ihr vor allem in Deutschland größere Bekanntheit ein. Sie spielte auch in einigen Fernsehserien wie Boston Public oder Close to Home als Gaststar mit.

## Filmografie (Auswahl)
- 1987–1991: Mein Vater ist ein Außerirdischer (Out of This World, Fernsehserie, 96 Folgen)
- 1993: Teenage Bonnie und Klepto Clyde (Teenage Bonnie and Klepto Clyde)
- 1994: Sam und Dave – Zwei Ballermänner auf Tauchstation (Last Resort)
- 1995: Mißbrauchte Träume (She Fought Alone, Fernsehfilm)
- 1997: Im Namen der Ehre (Goodbye America)
- 1998: Push (Fernsehserie, acht Folgen)
- 1998–2000, 2002: Eine himmlische Familie (7th Heaven, 21 Folgen + ein Gastauftritt im Jahr 2002)
- 2000: At Any Cost (Fernsehfilm)
- 2003: Das Todesbuch (Book of Days)
- 2003: Short (Kurzfilm)
- 2003: Written in Blood
- 2004: A Day Without a Mexican
- 2005: Homecoming
- 2005: Starved (Fernsehserie, vier Folgen)
- 2008: The Moment (Kurzfilm)
- 2011: Darla (Kurzfilm)
- 2011: Do Not Disturb
- 2011: Das Herz eines Helden (25 Hill)
- 2011: Wrestling with Angels (Kurzfilm)
- 2011: Retail (Kurzfilm)

### Gastauftritte (Fernsehserien)
- 1985: Ein Engel auf Erden (Highway to Heaven, Folge 2x06)
- 1988: High Mountain Rangers (eine Folge)
- 1992: CBS Schoolbreak Special (eine Folge)
- 1994: Ausgerechnet Alaska (Northern Exposure, Folge  5x15)
- 1994: Lifestories: Families in Crisis (Folge  1x12)
- 1996: Clan der Vampire (Kindred: The Embraced, Folge  1x07)
- 1998: Star Trek: Deep Space Nine (Folge 7x09)
- 2001: Boston Public (Folge  1x21)
- 2003: Emergency Room – Die Notaufnahme (ER, Folge 10x04)
- 2004: Law & Order: Special Victims Unit (Law & Order: New York, Folge 6x08)
- 2007: Close to Home (Folge 2x20)
- 2009: 90210 (Folgen 1x20 und 1x24)